# التسلسل الهرمي لإدارة النفايات المنزلية الصلبة
هناك عدة طرق للتخلص من النفايات المنزلية الصلبة. ويعد التقليل وإعادة الاستخدام هما الأسلوبان الأكثر تفضيلاً، تليهما إعادة التدوير، ثم استخلاص الطاقة، وأخيراً، المعالجة والتخلص منها بشكل سليم.

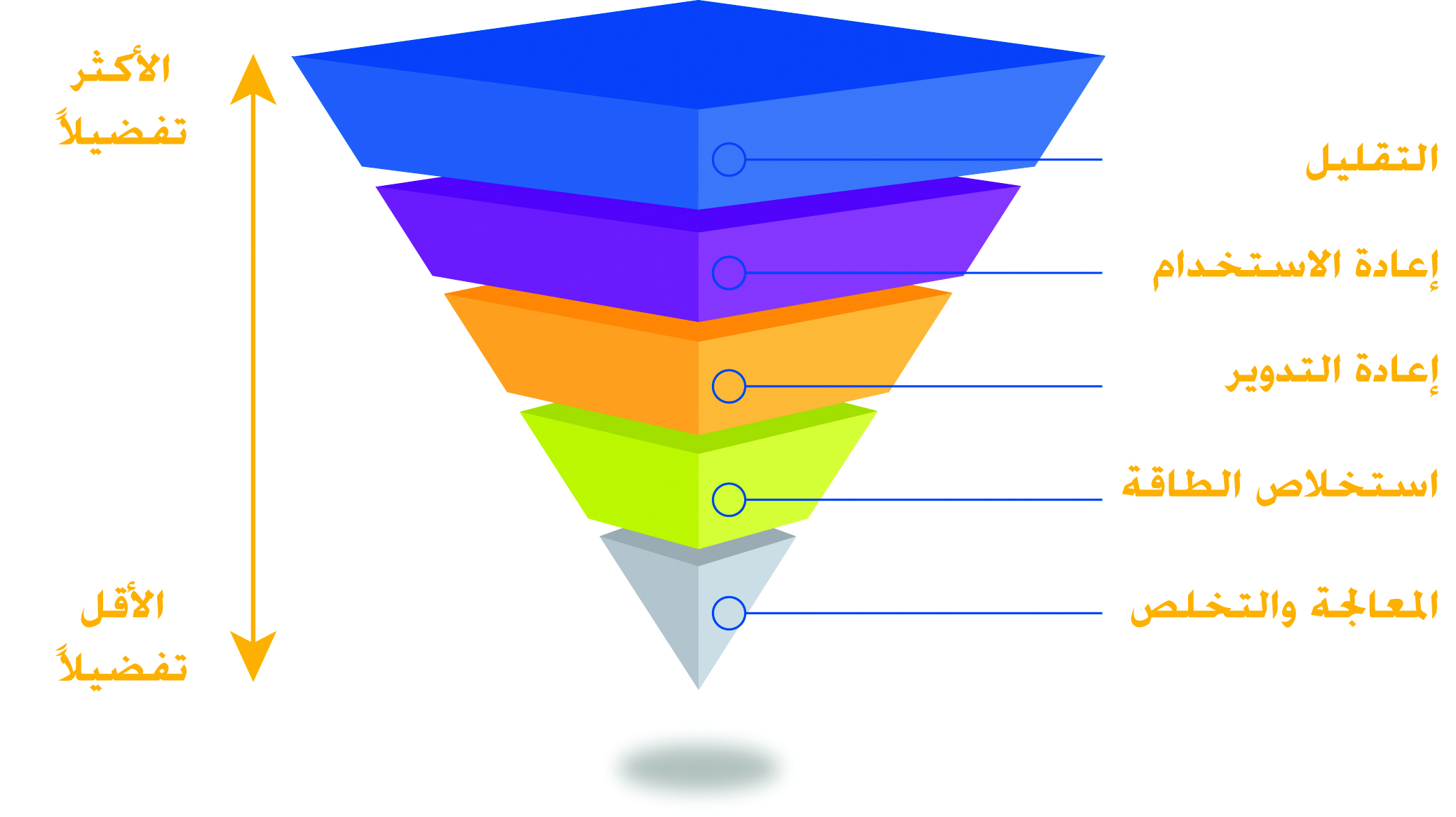

## التقليل
يعني التقليل، والمعروف أيضاً باسم منع النفايات، الحد من إنتاج النفايات من مصدرها. ويمكن أن تتخذ أشكالاً مختلفة وكثيرة، بما في ذلك تقليل الاستهلاك المفرط، والحد من التعبئة والتغليف، وإعادة تصميم المنتجات مثل تقليص وزن التعبئة والتغليف. 
ويمكن لعملية الحد من المصدر أن تجني الفوائد البيئية التالية:
- حفظ الموارد الطبيعية.
- الحفاظ على الطاقة.
- الحد من التلوث.
- تقليل أثر النفايات.
- توفير المال للمستهلكين والمصنعين على حد سواء.

## إعادة الاستخدام
بعد تقليل كمية النفايات، فإن الخطوة التالية هي إعادة استخدام المواد التي قمنا باستخدامها مسبقاً، مثل إعادة استخدام الحقائب القماشية، وشراء المواد التي يمكن استخدامها لأكثر من مرة، واستخدام الآنية الزجاجية بدلاً من الورقية أو البلاستيكية، وغير ذلك.

### إعادة التدوير
تعرف عملية إعادة التدوير بأنها عبارة عن سلسلة من الأنشطة التي تشمل جمع المواد المستخدمة والتي تعتبر كنفايات؛ ثم فرز ومعالجة المنتجات القابلة لإعادة التدوير كمواد خام، ليتم بعد ذلك إعادة تصنيعها إلى منتجات جديدة. ويقوم المستهلكون بإكمال الحلقة الأخيرة من السلسلة من خلال شراء المنتجات المصنوعة من مواد معاد تدويرها. ويمكن إعادة تدوير العديد من المواد مثل الورق والبلاستيك والمعادن مثل الألمنيوم وغيرها. كما يمكن إعادة تدوير المواد العضوية وتحويلها إلى ما يعرف بـ (الدبال) من خلال عملية التخمير التي تعرف باسم الكمبوست.
وتعمل عملية إعادة التدوير من منع انبعاثات الغازات الدفيئة والملوثات، بالإضافة إلى توفيرها للطاقة، وتزويد الصناعات بمواد خام قيمة، وتخلق فرص عمل، وتحفز تطوير تكنولوجيات صديقة للبيئة، وتحافظ على الموارد من أجل مستقبل أولادنا، وتقلل من الحاجة إلى إنشاء مكبات جديدة للنفايات.

## استخلاص الطاقة
استخلاص الطاقة من النفايات هي عملية تحويل النفايات غير القابلة للتدوير إلى طاقة حرارية، كهرباء، أو وقود، من خلال مجموعة متنوعة من العمليات، بما في ذلك الاحتراق، التحلل الحراري، والغاز الحيوي وغيرها. وغالباً ما تسمى هذه العملية بـ (الطاقة من النفايات).

## المعالجة والتخلص
تعد مطامر النفايات الشكل الأكثر شيوعاً للتخلص من النفايات، وتعتبر عنصراً هاماً من نظام الإدارة المتكاملة للنفايات. ويتم حرق النفايات الصلبة للحد من مقدار مساحة المكب الحاجة، كما يمكن جمع غاز الميثان نتيجة تحلل النفايات العضوية والذي يستخدم كوقود لتوليد الكهرباء. ويمكن أيضاً تحويل مطامر النفايات بعد اغلاقها إلى مواقع ترفيه مثل الحدائق وملاعب الجولف.